# Hamburger Kessel
Hamburger Kessel (em português, "caldeira de Hamburgo") é uma locução alemã referente ao episódio ocorrido na cidade de Hamburgo (Alemanha) em 8 de junho de 1986, quando foi utilizada uma tática de repressão policial  controversa e ilegal contra um grupo de pessoas reunido na área de Heiligengeistfeld, com o propósito de realizar um protesto contra a construção de usinas nucleares na Alemanha. Mais de 800 manifestantes foram cercados por um cordão policial e mantidos confinados por até 13 horas, sem acesso a alimento, água ou a instalações sanitárias.

## Decurso
A manifestação coibida pela ação policial fora programada como uma resposta à conduta da polícia, que, no dia anterior, havia parado um trem que transportava manifestantes de Hamburgo a caminho da usina nuclear de Brokdorf, em Kleve. Poucos meses antes, acontecera o desastre de Chernobyl, e havia muitas manifestações de protesto contra o uso da energia nuclear na Alemanha.
O isolamento dos manifestantes teve início pouco depois do meio-dia e terminou após a meia-noite, quando as últimas pessoas foram  levadas e distribuídas pelas delegacias de Hamburgo. Durante o isolamento os manifestantes sofreram diferentes privações, ficando por exemplo sem poder ir ao banheiro até as 17 horas. No decorrer do dia ocorreram diversos conflitos entre simpatizantes dos manifestantes e a polícia na área de  Heiligengeistfeld. Segundo Rolf Lange, ministro do interior de Hamburgo à época, os manifestantes isolados pela polícia compunham-se de "indivíduos com passado de violência", "simpatizantes da Fração do Exército Vermelho", "integrantes do movimento de ocupação urbana da Hafenstraße e os tais autônomos". O grupo de manifestantes era composto, segundo outras fontes, por moderados vindos dos mais diferentes cenários políticos de Hamburgo. O relatório policial menciona a prisão preventiva de 838 pessoas e a detenção de outras 22. Posteriormente, apenas 15 investigações foram abertas, sete das quais por desrespeito à liberdade de reunião.

## Consequências jurídicas
Segundo o Tribunal Administrativo de Hamburgo a ação policial foi ilegal. O julgamento determinou que uma reunião, mesmo que ainda não concretizada, também é amparada pelo direito à reunião. Os quatro policiais responsáveis pela ação receberam advertências do Tribunal devido ao cerceamento da liberdade (cárcere privado) de 861 pessoas. Contudo todos eles se livraram do pagamento de  multa. O Tribunal determinou ainda o pagamento de uma indenização de 200 DM por pessoa.

## Literatura
- Joachim Blau, Klaus Dammann: Der Hamburger Kessel. In: Demokratie und Recht. 1986, S. 365-371
- Joachim Blau: Zur verwaltungs- und zivilgerichtlichen Aufarbeitung des „Hamburger Kessels“. In: Demokratie und Recht. 1987, S. 332-333
- Jochen Hofmann: Zur Frage der Rechtswidrigkeit polizeilicher Maßnahmen - „Hamburger Kessel“. In: Neue Zeitschrift für Verwaltungsrecht. 1987, S. 769-771
- Hans W. Alberts: Die Polizeifestigkeit der Versammlungsfreiheit. In: Verwaltungsrundschau. 1987, S. 298-301
- Hans W. Alberts: Nochmals - der „Hamburger Kessel“. In: Neue Zeitschrift für Verwaltungsrecht. 1988, S. 224-225